# Jan Falkowski
Jan Falkowski (né le 26 juin 1912 à Pohulanka en Lituanie - mort le 27 juillet 2001 à Peterborough (Ontario)) est un pilote de chasse polonais, as des forces armées polonaises de la seconde Guerre mondiale.

## Biographie
En 1914 Jan Falkowski part avec ses parents en Sibérie où ils meurent pendant la révolution. En septembre 1922 il arrive à Varsovie après un voyage d'un an. Il termine la faculté d'agriculture à l'Université de Vilnius. En 1934 il entre à l'école des cadets officiers de la force aérienne à Dęblin. Il est nommé sous-lieutenant  en 1936 et reçoit son affectation au III/4 groupe de chasse de Toruń. En 1938 il est envoyé à Dęblin en tant qu'instructeur.
 En septembre 1939 il est évacué en Roumanie, puis il arrive en France où il devient instructeur à Lyon-Bron. À partir du 31 mai 1940 il commande une patrouille de chasse.
 Le 27 juin 1940 il gagne l'Angleterre. Il est incorporé au 32 RAF Squadron et le 16 janvier 1941 il remporte sa première victoire aérienne en abattant un He 111. En juillet 1941 Falkowski est affecté à la 315e escadrille de chasse polonaise et fin juin 1943 il intègre la 303e escadrille de chasse polonaise. Le 30 janvier 1945 il prend le commandement du 3rd Polish Fighter Wing. Le 9 mars 1945 son avion et endommagé par la Flak au-dessus des Pays-Bas, Falkowski se voit obligé de sauter en parachute et se fait prisonnier. Le 9 mai 1945 il revient en Angleterre.
Après la démobilistaion  en 1947 il s'installe  au Canada.
Le commandant Falkowski est titulaire de 9 victoires homologuées.

## Decorations
- Ordre militaire de Virtuti Militari
- La croix de la Valeur Krzyż Walecznych - 4 fois
- Distinguished Flying Cross - britannique

## Œuvres
Z wiatrem w twarz - "Face au vent" - un livre autobiographique.